# Synodus falcatus
Espèce
Statut de conservation UICN

 LC  : Préoccupation mineure
 02 mars 2015 
Synonymes
- Synodus janus

Synodus falcatus est une espèce de poissons de la famille des Synodontidae.

## Systématique
L'espèce Synodus falcatus a été décrite pour la première fois en 1989 par Robert Snowden Waples (d) et John Ernest Randall,.

### Synonymie
Selon World Register of Marine Species (09 février 2023) :
- Synodus janus Waples & Randall, 1989

## Distribution
Cette espèce se croise dans l'océan Pacifique, en particulier le long des côtes hawaïennes, à des profondeurs variant de 65 à 115 m.

## Description
Synodus falcatus peut mesurer jusqu'à 14,5 cm , mais dont la taille moyenne se situe plutôt entre 8 et 12,5 cm, et dont l'holotype mesure 123 mm.
Cette espèce se trouve principalement près des côtes, à des profondeurs variant généralement de 20 à 50 m, bien qu'elle puisse être trouvée de 10 m jusqu'à 300 m.

## Étymologie
Son épithète spécifique, falcatus, vient du latin « falcatus » signifiant en forme de faux.

## Publication originale
- (en) Robin S. Waples et John E. Randall, « A Revision of the Hawaiian Lizardfishes of the Genus Synodus with Descriptions of Four New Species », Pacific Science, Honolulu, vol. 42, nos 3-4,‎ 1988, p. 178-213 (ISSN 0030-8870 et 1534-6188, OCLC 45666040 et 1605384, lire en ligne).